# Glory of Love
Glory of Love ist ein Lied von Peter Cetera aus dem Jahr 1986, das von ihm, David Foster und Diana Nini geschrieben wurde. Zudem ist es Bestandteil des Soundtracks zum Film Karate Kid II – Entscheidung in Okinawa.

## Geschichte
Ursprünglich war der Song als Beitrag zum Soundtrack zum Film Rocky IV – Der Kampf des Jahrhunderts gedacht, doch es kam nicht dazu. So wurde die Ballade für Karate Kid 2 verwendet. Nebenbei ist das Lied auch in Ceteras Debütalbum Solitude/Solitaire enthalten, jedoch in einer veränderten Fassung.
Glory of Love erschien weltweit am 6. Juni 1986. In den Vereinigten Staaten, Kanada und Schweden wurde das Lied ein Nummer-eins-Hit.
1987 wurde der Song für den Oscar in der Kategorie Bester Song nominiert, er verlor aber gegen Berlins Take My Breath Away aus dem Film Top Gun. Zur gleichen Zeit erhielt das Lied auch eine Nominierung für die Grammy Awards 1987 in der Kategorie Beste männliche Gesangsdarbietung – Pop und verlor dort ebenfalls, diesmal gegen Steve Winwoods Higher Love.

## Musikvideo
In der Handlung des Musikvideos bietet Peter Cetera in einem Dōjō den Song dar, zudem sind Szenen aus dem Karate-Kid-2-Film zu sehen.

## Rezeption

### Chartplatzierungen
| ChartsChartplatzierungen       | Höchstplatzierung | Wochen |
| ------------------------------ | ----------------- | ------ |
| Deutschland (GfK)              | 24 (13 Wo.)       | 13     |
| Österreich (Ö3)                | 11 (8 Wo.)        | 8      |
| Schweiz (IFPI)                 | 5 (13 Wo.)        | 13     |
| Vereinigte Staaten (Billboard) | 1 (21 Wo.)        | 21     |
| Vereinigtes Königreich (OCC)   | 3 (13 Wo.)        | 13     |

| ChartsJahrescharts (1986)      | Platzierung |
| ------------------------------ | ----------- |
| Vereinigte Staaten (Billboard) | 14          |
| Vereinigtes Königreich (OCC)   | 26          |

### Auszeichnungen für Musikverkäufe
| Land/Region                  | Auszeichnungen für Musikverkäufe (Land/Region, Auszeichnung, Verkäufe) | Verkäufe |
| ---------------------------- | ---------------------------------------------------------------------- | -------- |
| Vereinigtes Königreich (BPI) | Silber                                                                 | 250.000  |
| Insgesamt                    | 1× Silber ·                                                            | 250.000  |

## Coverversionen
- 2000: New Found Glory